# 格特鲁德·普里齐
格特鲁德·普里齐（德語：Gertrude Pritzi，1920年1月15日—1968年10月21日），奥地利前女子乒乓球运动员。她曾在世界乒乓球锦标赛上获得5枚金牌、2枚银牌和7枚铜牌，其中有2枚金牌、1枚银牌和1枚铜牌是代表纳粹德国取得的，其余均是代表奥地利取得的。